# Турция на «Евровидении-2004»
Турцию на конкурсе песни Евровидение 2004, который прошёл в Стамбуле (Турция), представила группа Athena с песней For Real (с англ. — «В реальность»). Набрав в финале 53 очка, они заняли 9 место. На правах представителей страны-хозяйки конкурса группа не участвовала в полуфинале, а сразу попала в финал, где, набрав 195 очков заняла 4 место. Это был третий результат страны на конкурсе с начала участия.

## Исполнитель
Athena — турецкая панк-рок-ска группа. В настоящее время участниками коллектива являются Гёкхан Озогуз (Gökhan Özoğuz), Хакан Озогуз (Hakan Özoğuz), Озан Муслуоглу (Ozan Musluoğlu), Догач Титиз (Doğaç Titiz). В разное время в группе играли Тургай Гулайдын, Асрин Тунчер, Озан Карачуха и Чанай Ченген. К 2009 году успели выпустить 6 студийных альбомов.

## Национальный отбор
Чтобы представлять Турцию на конкурсе песни Евровидение, группа Athena была выбрана телеканалом TRT.
На телевизионном финале, который прошёл 24 января 2004 года группа исполнила 3 песни. Канал TRT подчеркнул, что предпочтение было отдано песням на английском языке, хотя до этого момента все альбомы группы были записаны на турецком. Окончательный выбор победившей песни был сделан телезрителями.
| Песня                                                          | Проценты | Место |
| -------------------------------------------------------------- | -------- | ----- |
| For Real (с англ. — «В реальность»)                            | 79 %     | 1     |
| Easy Man (с англ. — «Лёгкий человек»)                          | 11 %     | 2     |
| I Love Mud On My Face (с англ. — «Я люблю грязь на моём лице») | 10 %     | 3     |

## Выступление
Помимо основного состава группы в выступление приняли участие ещё тромбонист и темнокожая девушка, играющая на дарбуке. В финале выступления девушка танцевала.

## Голосование
| 12 очков   | 10 очков    | 8 очков               | 7 очков                | 6 очков   |
| ---------- | ----------- | --------------------- | ---------------------- | --------- |
| - Украина  | - Греция    | - Сербия и Черногория | - Босния и Герцеговина | - Албания |
| 5 очков    | 4 очков     | 3 очков               | 2 очков                | 1 очков   |
| - Германия | - Македония | - Швеция              | - Испания              | - Кипр    |

| 12 очков                                    | 10 очков          | 8 очков                                                               | 7 очков                                            | 6 очков                                         |
| ------------------------------------------- | ----------------- | --------------------------------------------------------------------- | -------------------------------------------------- | ----------------------------------------------- |
| - Бельгия - Франция - Германия - Нидерланды | - Дания - Румыния | - Албания - Австрия - Монако - Норвегия - Польша - Россия - Швейцария | - Босния и Герцеговина                             | - Греция - Македония - Великобритания - Украина |
| 5 очков                                     | 4 очков           | 3 очков                                                               | 2 очков                                            | 1 очков                                         |
| - Финляндия - Исландия - Швеция             | - Кипр            | - Андорра - Белоруссия - Хорватия - Литва                             | - Израиль - Латвия - Сербия и Черногория - Испания | - Ирландия                                      |